# 南清河
南清河是启东市东南隅的一个百年古镇，今隶属于惠萍镇南清河村。南清河共有河东和河西两条街，总长约300米，一条通江达海的三条港河从镇中间穿越而过。这里南距长江仅3公里。南清河市面虽小，却辐射周围惠和、惠萍、大兴、大同4个乡，曾经在启东享有“金南清河、银汇龙、铜北新、铁久隆”之誉。旧时，南清河的金器生意为启东县之最。慈善老人孙锦昌的老家，就在南清河河东边的街面上，朝北开门。街东头，就是孙锦昌当年念过书的启东县公立南清河小学。
。

## 成陆时间
南清河属于惠安沙，大约的建镇时间在1895年左右，成陆时间待考。

## 历史渊源
南清河镇建于清朝末年，镇主是张子才。“清河”两字是张氏的郡名。张子才从北清河搬南来时，先在南清河河东建起了一座三井两场心的住宅，又名“两铭”仓。”两铭“两字是张氏的堂名。接着张又在河西盘弯地段建造一条四周相通的磨盘街，盘弯河南是张氏开设的乾元木行，镇北市是他开设的大东轧花厂。随后，张又打算在河东再建市房，被当时绅士石庆时阻止未成。该镇最盛时曾有”金清河“之称，象大同裕京货，南振泰的南货，高粮泰、黄成泰的酒店，卫姓的花米行，同涵春、泰山堂的药店。还有启东下半沙最早的邮局也曾设在该镇西市。崇明业户来外沙收租时，就集中在南清河，设崇驻启办事处，是县府前身。